# Yaba Angelosi
Yaba Angelosi ist der Künstlername von Angelo Maku (* 23. Februar 1986) ist ein „South Sudanese American“ amerikanischer Sänger, Songwriter, Musik- und Filmproduzent und Entertainer südsudanesischer Herkunft. Er ist der Gründer der Produktionsfirmen Assida Records und Assida Films. Vor allem in Afrika und in den Gemeinschaften der South Sudanese diaspora in den Vereinigten Staaten, Kanada und Europa ist er populär.

## Leben
Yaba Angelosi war der älteste Sohn der Familie. Er hatte sieben Geschwister. Geboren wurde er in einer Kleinstadt in der Nähe von Juba, Südsudan. Die Familie immigrierte 2000 in die Vereinigten Staaten und seither arbeitet Yaba als Künstler. Er singt, spielt Gitarre, Bass, Piano und Schlagzeug.
Angelosis Musik vermischt afrikanische traditionelle Klänge mit westlicher Tanzmusik und benutzt moderne Instrumentation und Arrangements. Er ist international aufgetreten, unter anderem im Weißen Haus, während den Feierlichkeiten zum Umfassende Friedensabkommen für den Sudan (CPA) im District of Columbia. Er unterstützte das Unabhängigkeitsreferendum im Südsudan 2011 mit einem Sammelwerk „Time to Vote (Referendum)“ in Englisch und zahlreichen lokalen Sprachen und in Zusammenarbeit mit einer Reihe Südsudanesischer Künstler und Prominenter. Dazu schuf er ein Musikvideo und im selben Jahr veröffentlichte er das Album Survivor mit 18 Stücken, auf dem auch „Time to Vote“ zu hören ist 2012 führte er eine Kampagne gegen den Trend in einigen afrikanischen Gemeinschaften die Haut zu bleichen. Dazu veröffentlichte er die Single „Black Is Beautiful“.

### Assida
Assida Productions ist eine Produktionsfirma für Independent-Produktionen, die von Yaba Angelosi und DJ Masta-J aka Morris 2008 gegründet wurde. Sie wurde 2011 um das Plattenlabel erweitert. Heute gibt es die Teilbereiche Assida Productions, Assida Films, Assida Promotions, Assida Graphics und Assida TV.
Assida Productions produziert Musik für zahlreiche Künstler: Meve Alange, Baf Jay, Slick Nick, OB MrRight, Mista D, O-Kays, Refugee Muziq, Ono-Lyrics, Habib Musica, Zaquan Sam, Sway, Tina Jibi, Adaway, John Taban, Amanie Illfated und andere.
Assida Records veröffentlicht die Musik von Yaba Angelosi, Baf Jay and Josephine Sebit (auch Meve Alange, Slick Nick, Flow Youngin).
Assida Films hat mehrere Independent-Film-Projekte und Musikvideos prsdoziert (Meve Alange, Baf Jay, Slick Nick, Adaway, Sykologist, Tina Jibi, OB MrRight, V-Vesta, Lohan).

## Diskographie

### Alben
- 2011: Kalam Sah

### Lieder und Videos
- 2010: „Time to Vote (Referendum)“[5]
- 2010: „Salamu Alaykum“
- 2011: „Ana Bigga Tabani“
- 2012: „Habibi Taal“
- 2012: „Everybody Dance“
- 2012: „Everything You Want“ (feat. Meve Alange)
- 2013: „Faya Faya“ (feat. Slick Nick)
- 2013: „Junubia“
- 2014: „Enough Is Enough“
- 2014: „So Beautiful“
- 2014: „Kaylay Kaylay“ (feat. Meve Alange)
- 2015: „African Lady“
- 2015: „My Journey“[6]
- 2016: „You & Me“ (feat. Amanie Illfated)
- 2017: „I Can't Imagine“